# Giri Bommanahalli, Arsikere
Giri Bommanahalli là một làng thuộc tehsil Arsikere, huyện Hassan, bang Karnataka, Ấn Độ.